# ルロイ・ロバートソン
ルロイ・ロバートソン（Leroy Robertson、1896年12月21日 - 1971年7月25日）は、アメリカ合衆国の作曲家。
ユタ州ファウンテングリーン出身。ニューイングランド音楽院でヴァイオリンと作曲をジョージ・ホワイトフィールド・チャドウィックとエルネスト・ブロッホに学び、さらにヨーロッパに留学してフーゴー・ライヒテントリットに師事した。その後、ユタ大学で修士号を、南カリフォルニア大学で博士号を取得した。1925年から1948年までブリガムヤング大学で、1948年から1962年までユタ大学で音楽学部長を務めた。またユタ交響楽団の発展にも尽力した。代表曲に『モルモン書によるオラトリオ』がある。

## 作品
- ピアノ五重奏曲（1938）
- プレリュード、スケルツォとリチェルカーレ（1940）
- 弦楽四重奏曲（1940）
- ラプソディ〜ピアノとオーケストラのための（1944）
- アメリカン・セレナーデ〜弦楽四重奏のための（1944）
- 序曲『パンチ・アンド・ジュディ』（1945）
- ヴァイオリン協奏曲（1948）
- モルモン書によるオラトリオ（1953）
- ピアノ協奏曲（1966）
- チェロ協奏曲
- 幻想曲〜オルガンのための
- パッサカリア